# Ceferino Estrada
Ceferino Estrada Saucillo (26 de agosto de 1945 — 24 de novembro de 2003) foi um ciclista olímpico mexicano.

## Carreira olímpica
Estrada representou sua nação nos Jogos Olímpicos de Verão de 1976, na prova de perseguição por equipes (100 km).